# Elio Marchegiani
Elio Marchegiani (Siracusa, 2 settembre 1929) è un pittore e scultore italiano.

## Biografia

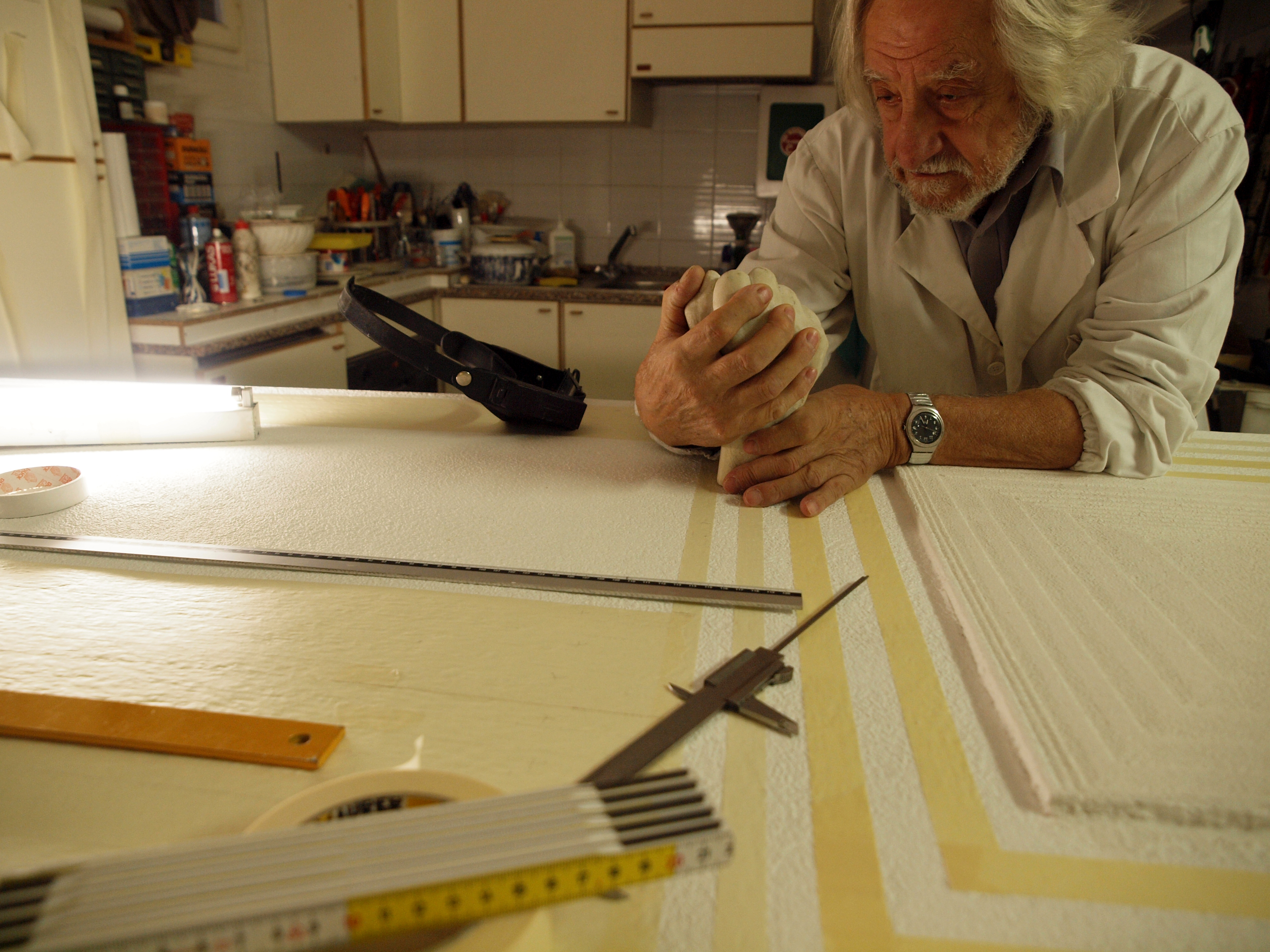
Elio Marchegiani

Nasce a Siracusa nel 1929 da genitori siciliani. Inizia a dipingere da autodidatta. Dopo l'incontro con Mario Nigro inizia a organizzare mostre ed incontri culturali, ma è la conoscenza e l'amicizia con Gianni Bertini che gli suggerisce di lasciare la provincia per Parigi, Milano, Roma, Bologna (a Pianoro Vecchio), e nel periodo estivo, lo studio nelle isole di Favignana e di Ischia.
Nel '59 partecipa all'8° Quadriennale di Roma. A Firenze fa parte del "Gruppo 70", iniziando una solidale amicizia con Giuseppe Chiari. L'attenzione a Giacomo Balla, Marcel Duchamp e Lucio Fontana ed ai legami fra scienza e immagine costituiscono la base del lavoro che, negli anni sessanta, sarà gestito da Guido Le Noci della Galleria Apollinaire a Milano e da Gaspero del Corso della Galleria L'Obelisco di Roma. Nel 1964 crea l'opera Can Can Censura, oggi esposta al Mart. Insegna dal 1969 all'Accademia di Belle Arti di Urbino "Tecnologia dei materiali e ricerche di laboratorio" successivamente sarà nominato alla cattedra di Pittura.
Nel 1968 è alla Biennale di Venezia insieme alla ricostruzione dei fiori futuristi ed altre opere lasciate da Balla incompiute o con la scritta: "Ricostruiteli con i materiali della vostra epoca".
Nel 2001 il Museo Teatrale alla Scala lo invita con la sua ricostruzione di "Feu d'artifice" di Giacomo Balla,  riportata in grandezza originale per la mostra "Sipario" al Castello di Rivoli nel '97 esposta anche nel 2005 al MART di Rovereto nella mostra "La danza delle Avanguardie"  ed anche a Palazzo Reale di Milano nel 2009 nella mostra "Futurismo 1909-2009 - Velocità+arte+azione".
Dopo la ricerca sul movimento e la luce e la ricostruzione di Feu d'Artifice l'idea di "tecnologia come poesia" lo porta ad un'analisi ancora più attenta del suo lavoro con opere ed ambientazioni; la serie delle Gomme, destinate a morire nel tempo,  (eseguite tra il '71 e il '73) portate anche alla Biennale di Venezia del 1972 con la ricostruzione in scala del campanile di San Marco, precede il periodo in cui si dedica alle Grammature di colore e alle ricerche sui supporti (Intonaco, Lavagna, Pelle, Pergamena esposte allo Studio Sant'Andrea di Milano da Gianfranco Bellora col quale ha avuto un lungo sodalizio).
Una Grammatura di colore è attualmente esposta nella Collezione Arte Contemporanea Italiana alla Farnesina (Ministero degli Esteri, Roma) ed altre in vari Musei Italiani ed Esteri.
A Parigi alla FIAC '85 a '86 riceve una committenza franco-americana con installazioni definitive a Parigi nella Ile Saint Louis, al Castello di Blois sulla Loira e successivamente a New York e San Francisco.
Nel 1986 Giorgio Celli lo invita alla Biennale di Venezia "Sezione Biologia".
Nel 1997 partecipa alla mostra "Dadaismo Dadaismi – da Duchamp a Warhol – 300 capolavori" a Palazzo Forti di Verona, con l'opera "Deus ex machina, 1965" invitato dal curatore Giorgio Cortenova.
Nel 1998 il Comune di Livorno, nello spazio del Museo Fattori, gli dedica un'ampia antologica che comprende le opere più significative dei diversi periodi della sua ricerca artistica con la pubblicazione di un catalogo dal titolo: "Fare per far pensare", logo del suo lavoro.
Ed ancora nel 2001 è presente al Ministero degli Affari Esteri,  nella "Collezione di artisti del XX Secolo alla Farnesina" a cura di Maurizio Calvesi che nel 2007-08 sempre con una Grammatura di colore lo invita al "Viaggio nell'arte italiana – cento opere dalla Collezione Farnesina" mostra itinerante nell'Europa Orientale e nell'America Latina.  Nel 2004 al Lazzaretto di Ancona  partecipa alla mostra "Riflessi nell'arte" e al XXI Premio Sulmona, invitato da Giorgio di Genova, riceve il Primo Premio.
Nel marzo 2007 una mostra antologica nel Convento del Carmine di Marsala sede dell'Ente Mostra Nazionale di Pittura Contemporanea con la presentazione di Sergio Troisi.
Nei mesi di luglio, agosto, settembre del 2010 la mostra antologica alla Torre di Guevara di Ischia con presentazione in catalogo di Massimo Bignardi, edito da Le Rive di Cartaromana.
Nel gennaio 2012 la Galleria Allegra Ravizza Art Project allestisce la prima esposizione di opere storiche a partire da un progetto del 1971 “La cultura è energia”, una mostra in 5 azioni tenutasi alla Galleria Apollinaire di Milano con Pierre Restany. La cura è di Marco Meneguzzo che in un'intervista televisiva dice: “Marchegiani è il futuro fatto in casa”.
Alla Galleria Nazionale d’Arte Moderna e Contemporanea di Roma, nel marzo 2012, partecipa con l'opera “Helios” 1966, ad “Arte Cinetica e programmata” a cura di Giovanni Granzotto e Mariastella Margozzi. Dalla fine del secolo ad oggi, la sua attività è rivolta ad opere tridimensionali ed ambientali, ed al suo “Fare per pensare” dedito a un'attenzione al mondo esterno, nella costante convinzione che l'artista debba raccontare anche la propria epoca.
A Milano espone alla Gallerie d’Italia di Piazza Scala nella mostra “Cantieri del 900” collezione Intesa Sanpaolo a cura di Francesco Tedeschi, catalogo Skira.
Alla Galleria Nazionale d’Arte Moderna e Contemporanea di Roma, nel marzo 2012, partecipa con l’opera “Helios” 1966, ad “Arte Programmata e cinetica anni ‘60 e ’70”a cura di Giovanni Granzotto e Mariastella Margozzi.
Il 2013 ha inizio con la mostra “Transcultura” alla Galleria Comunale di Arezzo a cura di Fabio Migliorati, contemporaneamente alla Fabbriche Chiaramontane di Agrigento la mostra “Homemade Future” a cura di Marco Meneguzzo con catalogo Silvana Editoriale. In aprile, alla Galleria Valmore di Vicenza, “La linea analitica dell’arte”. Sempre in aprile, con la Donazione: Spagna Bellora entra a far parte del Museo del Novecento di Milano con una “Grammatura di colore-supporto intonaco, 1977” in catalogo Silvana Editoriale.
Sandro Parmiggiani lo invita a “Novanta artisti per una bandiera” che vengono esposti a Reggio Emilia, Chiostri di San Domenico; Modena, Accademia Militare; Roma, Complesso Vittoriano; Torino, Palazzo dell’Arsenale.
Nel 2014 viene installata in permanenza “La grande Scacchiera – partita a scacchi con Duchamp” 1976 (cm 1500×300) alla BAG Bocconi Art Gallery, Milano. Partecipa alla mostra “L’orlando Furioso – L’Arte contemporanea legge l’Ariosto” a cura di Sandro Parmiggiani con catalogo Silvana Editoriale.
In aprile-giugno 2014: Un “pezzo” di mia vecchia storia…e poca attualità (testo autobiografico) la mostra personale alla Rocca Roveresca di Senigallia.
Nel gennaio 2015 a Legnago, Ferrarin Arte, la mostra “Moderna Magna Grecia” a cura di Giorgio Bonomi e Francesco Tedeschi.
A Milano, da Primo Marella Gallery, la mostra “Pittura Analitica Ieri e Oggi” Parte I (1970-1980) giugno-settembre / Parte II (2000-2015) settembre-ottobre, a cura di Alberto Fiz, catalogo Silvana Editoriale.
A Lugano, alla Primae Noctis Art Gallery la mostra “Pittura analitica Ieri e Oggi” per la prima volta in Svizzera, novembre 2015-gennaio 2016, a cura di Alberto Fiz, catalogo Silvana Editoriale.
Ad ArteFiera di Bologna 2016, da Primo Marella Gallery di Milano: solo show Elio Marchegiani “fare per far pensare”.
In aprile-maggio 2016 la personale “perché” alla Primae Noctis Art Gallery di Lugano con la presentazione del libro “perché” edito da Primo Marella Gallery con la presentazione di Alberto Fiz. Nel maggio-giugno a Londra, da Mazzoleni Art la mostra “Pittura Analitica” a cura di Alberto Fiz, catalogo Silvana Editoriale; a Verona al Palazzo della gran guardia “gli anni della pittura analitica: i protagonisti” a cura di Alberto Rigoni, catalogo Silvana Editoriale. In settembre-ottobre a Lugano “White Surfaces” alla Primae Noctis Art Gallery.
A Londra nel maggio 2016 da Mazzoleni Art la mostra “Pittura analitica – Then and now” a cura di Alberto Fiz. Nel marzo 2017 nella Galleria di Torino la stessa mostra sempre curata da Alberto Fiz con catalogo edito per la mostra di Londra da Silvana Editoriale.
Nel marzo 2017 a Milano da Primo Marella Gallery, la personale io ironicamente io (testo autobiografico)  e testo “Io, Elio e il furto delle Grammature” di Alberto Fiz, Primo Marella Gallery, Milano.
A maggio 2017 a Nardò la mostra “A lungo potrei scrivere…” testo di Toti Carpentieri alla Galleria L’Osanna, sempre maggio 2017 Soffio del mio vento alla Casa Natale di Raffaello a Urbino, testo introduttivo “Dove comincia la libertà” di Umberto Palestini, curatore della mostra. Editore B.art- i quaderni de l’arca, 2017.
A settembre 2017 la mostra ART SPACE Gli spazi dell’Arte – La disattivazione nucleare: la scienza al servizio delle generazioni future al Centro Comune di Ricerca JRC di Ispra (VA) Italy, Premio dalla Presidenza della Repubblica per “l’introduzione della creatività artistica in un settore industriale poco esplorato” 22.11.2017; febbraio 2018 al Castello di Masnago (VA); novembre 2018 a Bruxelles preso il Parlamento Europeo, Premio “Istitutional Art Award”.
Nel novembre 2018 la personale alla Galleria Giraldi di Livorno A sessanta anni dalla prima mostra 1958-2018. Autopresentazione.
Sempre a novembre alla P.M.G Primo Marella Galley di Lugano la mostra l’ora dell’era dell’oro con autopresentazione in catalogo e testi di AA.VV.
Nel marzo 2019 ART SPACES ai Magazzini del sale a Venezia; a ottobre a Bratislava (Slovacchia) a Mlynica;
Arte e Scienza Polytechne Università delle Marche,  Ancona 16 maggio a cura di Valerio Dehò a novembre sempre 2019 alla ROTUNDA United Nations Office di Vienna (Austria) nel contesto delle Organizzazioni Internazionali a Vienna.

## Restauro
Nel novembre 1986 ha partecipato, per invito di Corrado Maltese e Maurizio Calvesi, al convegno sui problemi del restauro in Italia promosso dal Consiglio Nazionale delle Ricerche. Considera non solo importante l'esperienza da lui stesso vissuta nell'esecuzione delle sue opere, già dagli anni '60, ma l'attenzione portata a quelle degli altri Artisti ed alla loro frequentazione, acquisendo dati che reputa doveroso lasciare a chi in futuro dovrà provvedere alla conservazione e restauro di queste opere, eseguite con ogni materia e mezzi, che implicano esperienze diverse e che devono obbligatoriamente essere considerate materia per l'impostazione di una Scuola specifica che riuscirà a fondare e dirigere: la nuova Scuola di "Restauro e tutela degli oggetti d'arte e di cultura contemporanea del Comune di Morro D'Alba"nelle Marche, operativa dal 2004 al 2007: una convalida alla sua vecchia Idea, dopo la docenza, per più di un ventennio, alla cattedra di Pittura presso l'Accademia di Belle Arti di Urbino, da lui diretta dal 1983 al 1988.
Ha eseguito e curato restauri d'opere di Lucio Fontana, Piero Manzoni, Agostino Bonalumi, Castellani, Mimmo Rotella, Gianni Bertini e moltissime altre tecnologicamente complesse di proprietà di galleristi e collezionisti anche stranieri.
Nel 1990 è stato consultato dalla Galleria Nazionale d'Arte Moderna e Contemporanea di Roma per la conservazione di alcune opere di Pino Pascali ed ha eseguito anche il restauro del "Grande rettile" di Pino Pascali esposto al Museo progressivo d'Arte contemporanea di Livorno.
È del 2010 il volume "Le opere cinetiche di Elio Marchegiani – Tra arte e restauro" Manzo Editore, Roma di Luca Lottini.

## Elenco delle Opere
Le opere sono pubblicate sul sito internet http://www.eliomarchegiani.com

## Opere presenti in spazi pubblici
- Museo del Parco, Centro internazionale di scultura all’aperto, Portofino
- Museo Municipale "Bait Shalomon Asch", Bat Yam (Israele)
- Kunstmuseum Bonn, Bonn (D)
- Museo Civico e Scuola Elementare, Gibellina
- Neue Galerie am Landesmuseum Joanneum, Graz (A)
- ZKM Zentrum Kunst und Medientechnologie, Karlsruhe (D)
- Galleria nazionale di Parma
- Ambasciata d'Italia, Repubblica di San Marino
- Galleria nazionale d'arte moderna e contemporanea, Roma
- Unità Collezione Farnesina, Ministero degli affari Esteri, Roma
- Kunstmuseum Stuttgart, Stoccarda
- Galleria civica d'arte moderna e contemporanea, Torino
- Fuji International Art Gallery, Tokio
- Pinacoteca Civica, Alessandria
- Pinacoteca Comunale, Ancona
- Museo Municipale “Bait Shalomon Asch”, Bat Yam (Israele)
- Galleria Comunale d'Arte Moderna, Bologna
- Galleria Civica d'Arte Moderna, Gallarate
- Museo Civico Giovanni Fattori, Livorno
- Pinacoteca Comunale, Macerata
- Pinacoteca Comunale, Marsala
- Gallerie d'Italia – Cantiere del ‘900, Milano
- MART – Museo d'Arte Moderna e Contemporanea, Trento e Rovereto

## Libri ed enciclopedie (selezione)
- "Elio Marchegiani" Fare per far pensare di Italo Mussa e Del supporto e delle sue funzioni di Bruno d'Amore, Sala Comunale d'Arte Contemporanea, Alessandria,  edizioni Pesce, Ovada
- 1994 "Elio Marchegiani" Raffinato Rosa 700-007 di Arnaldo Romani Brizzi,  Edizione Il Polittico, Roma.
- "Elio Marchegiani – Creazione artistica e resatauro dell'arte contemporanea"  Centro d'Arte Contemporanea (CEDAC) Facoltà di Lettere e Filosofia, Università degli Studi Roma Tre, AA.VV. 2008 La verifica certa" di Marco Meneguzzo, edizioni Galleria Giraldi, Livorno. 2010 "Elio Marchegiani alla Torre di Guevara/Ischia, ELIOterapia come traccia dell'immaginifico di Massimo Bignardi, Edizioni Le Rive di Cartaromana, Ischia
- "Le opere cinetiche di Elio Marchegiani – Tra arte e restauro" di Luca Lottini, Manzo Editore, Roma.
- Enciclopedia Rizzoli La Rousse 2000 - Copyright RCS Libri SPA
- Enciclopedia multimediale Rizzoli La Rousse 2003 pag.168 ed. Biblioteca del Sapere
- "Elio Marchegiani - Linee di produzione 1957-2007"  Edizione Carte Segrete, Roma 2007 - monografia con presentazione di Sergio Troisi e con antologia di AA.VV. a cura di Carola Pandolfo Marchegiani.

## Pubblicazioni editoriali che citano l'autore (selezione)
- "Rapporto 60", Deus ex machina di Maurizio Fagiolo Dell'Arco, Bulzoni Editore, Roma, 1966
- "Nuove dimensioni della scultura" di Udo Kulterman, Feltrinelli Editore, Milano, 1967
- "Nuove Tecniche d'immagine", Pubblico dibattito premi 6ª Biennale d'Arte Repubblica di San Marino, interventi di Giulio Carlo Argan, Vicente Aguilera Cerni, Umbro Apollonio, Robert Delevoy, Gian Alberto Dell'Acqua, Edizioni Maccari, Parma, 1967
- Almanacco Letterario Bompiani, "Tecnologia Ridens", L'Arte avviene nello spazio di tutti? di Lea Vergine, Milano, 1970
- "Arte dopo il '45, in Italia", di Italo Tomassoni,  Cappelli Editore, Bologna, 1971
- Dizionario degli Scultori Italiani Moderni, scheda di Luigi Carluccio,  Bolaffi Editore, 1972
- 36ª Biennale Internazionale d'Arte,  Venezia, 1972
- "Ultime tendenze nell'arte oggi – dall'informale al concettuale" di Gillo Dorfles,  Feltrinelli Editore, Milano 1973
- "Dizionario degli artisti Italiani del XX Secolo", scheda di Rossana Boscaglia,   Bolaffi Editore, Torino, 1979,
- "Dizionario della Pittura Italiana", scheda di Flaminio Guardoni,  Rizzoli Editore, Milano, 1980
- Guida ai pittori e scultori moderni e contemporanei a cura di Franca Sacerdote, Casa Editrice Rizzoli, Milano, 1981
- "Arte italiana degli anni Sessanta nelle collezioni della Galleria Civica d'Arte Moderna di Torino", Fabbri Editori, 1985
- "La Pittura del XX Secolo" Artestoria di Ernesto Francalanci,  Istituto Geografico De Agostini, Novara, 1986
- "Pittori oggi" Giorgio Mondatori & Associati Editori, 1990
- "Dadaismo/Dadaismi da Duchamp a Warhol - quando la trasgressione diventa arte – 300 capolavori" di Giorgio Cortenova, Electa, Elemond Editori Associati, Milano, 1997
- "Cento anni d'arte italiana alla Farnesina – Il viaggio in una collezione" Arte Italiana alla Farnesina 1906-2006,  Collezione Farnesina, Ministero degli Affari Esteri, Pubblicazione della Presidenza del Consiglio dei Ministri, 2006
- "Viaggio nell'Arte Italiana 1950-80" Ministero degli Affari Esteri, 2007
- "Pittura Aniconica – Arte e critica in Italia, 1968-2007" di Claudio Cerritelli, Edizioni Mazzotta, 2008
- "La Disseminazione, esplosione, frammentazione e dislocazione nell'arte contemporanea" di Giorgio Bonomi, Rubbettino Editore, 2009
- "Perchè" Elio Marchegiani, Primo Marella Gallery Milano Lugano editore